# Debbie Harry
Debbie Ann Harry (született Angela Tremble, Miami, Florida, 1945. július 1.) Golden Globe jelölt és Grammy nyertes énekesnő, dalszerző és színésznő, leginkább a Blondie rockegyüttes énekesnőjeként ismert. Szólóban is nagy sikereket ért el, öt albumot jelentetett meg, és 9 millió lemezt adott el világszerte. Az 1990-es évektől a Jazz Passangers tagjaként zenél. Sikeres filmes karriert tudhat maga mögött, több mint 30 filmben és televíziós műsorban szerepelt.
Három hónapos korában adoptálta őt Catherine Harry és Richard Smith, akik egy ajándékboltot üzemeltettek New Jersey állam Hawthorne városában.

## Diszkográfia

### Stúdióalbumok
- KooKoo (1981)
- Rockbird (1986)
- Def, Dumb & Blonde (1989)
- Debravation (1993)
- Necessary Evil (2007)

## Filmográfia
- 1990: Történetek a sötét oldalról

## Magyarul megjelent művei
- Ez van; ford. Pritz Péter; Jaffa, Bp., 2022

- Debbie Harry (2008)

## További információ
- Hivatalos oldal
- Debbie Harry a PORT.hu-n (magyarul)
- Debbie Harry az Internetes Szinkronadatbázisban (magyarul)
- Debbie Harry az Internet Movie Database-ben (angolul)
- Debbie Harry a Rotten Tomatoeson (angolul)